# وو دن-یی
وو دن-یی (چینی: 吳敦義؛ زادهٔ ۳۰ ژانویهٔ ۱۹۴۸) یک سیاست‌مدار اهل تایوان که از ۱۰ سپتامبر ۲۰۰۹ تا ۶ فوریه ۲۰۱۲ نخست‌وزیر این کشور بود.